# Hydrovatus inexpectatus
Hydrovatus inexpectatus är en skalbaggsart som beskrevs av Young 1963. Hydrovatus inexpectatus ingår i släktet Hydrovatus och familjen dykare. Inga underarter finns listade i Catalogue of Life.